# Фёдоровская церковь (Ярославль)
Церковь Феодоровской иконы Божией Матери в Толчкове (Фёдоровская церковь) — приходской православный храм в южной части Ярославля, в посёлке Толчково на берегу Которосли. С 1987 года до освящения в 2010 году нового Успенского собора была кафедральным собором Ярославско-Ростовской епархии.
В ансамбль бывшего Николо-Пенского прихода, а ныне Феодоровского архиерейского подворья входят также тёплая Николо-Пенская церковь с колокольней и современный крестильный храм Равноапостольного Владимира (1999). Подворье окружено оградой, подле храма захоронено несколько архиереев. Имя храма носят две улицы, пересекающие Закоторосльную сторону города, — Большая Фёдоровская и Малая Фёдоровская (ныне Малая Пролетарская).

## История

### Сказание о построении храма
«Повесть о начале зачатия и поставлении первыя древныя церкве святаго Николая Чудотворца, что на Пенье, како и кем доброхотных жителей и в которыя лета нача созидатися, и о явлении и написании и пренесения честнага образа пресвятыя Богородицы, Одигитрия нарицаемыя, Феодоровския и о создании, устроении и украшении вторыя каменныя церкве во имя Ея пресвятыя Богородицы Феодоровския, и потом о чудесах Ея, бываемых от онага образа пресвятыя Владычицы нашея Богородицы и Приснодевы Марии, купно же и летопись сея церкви» — сказание XVIII века, в котором подробно изложена история Фёдоровского прихода с момента его основания до 1771 года.

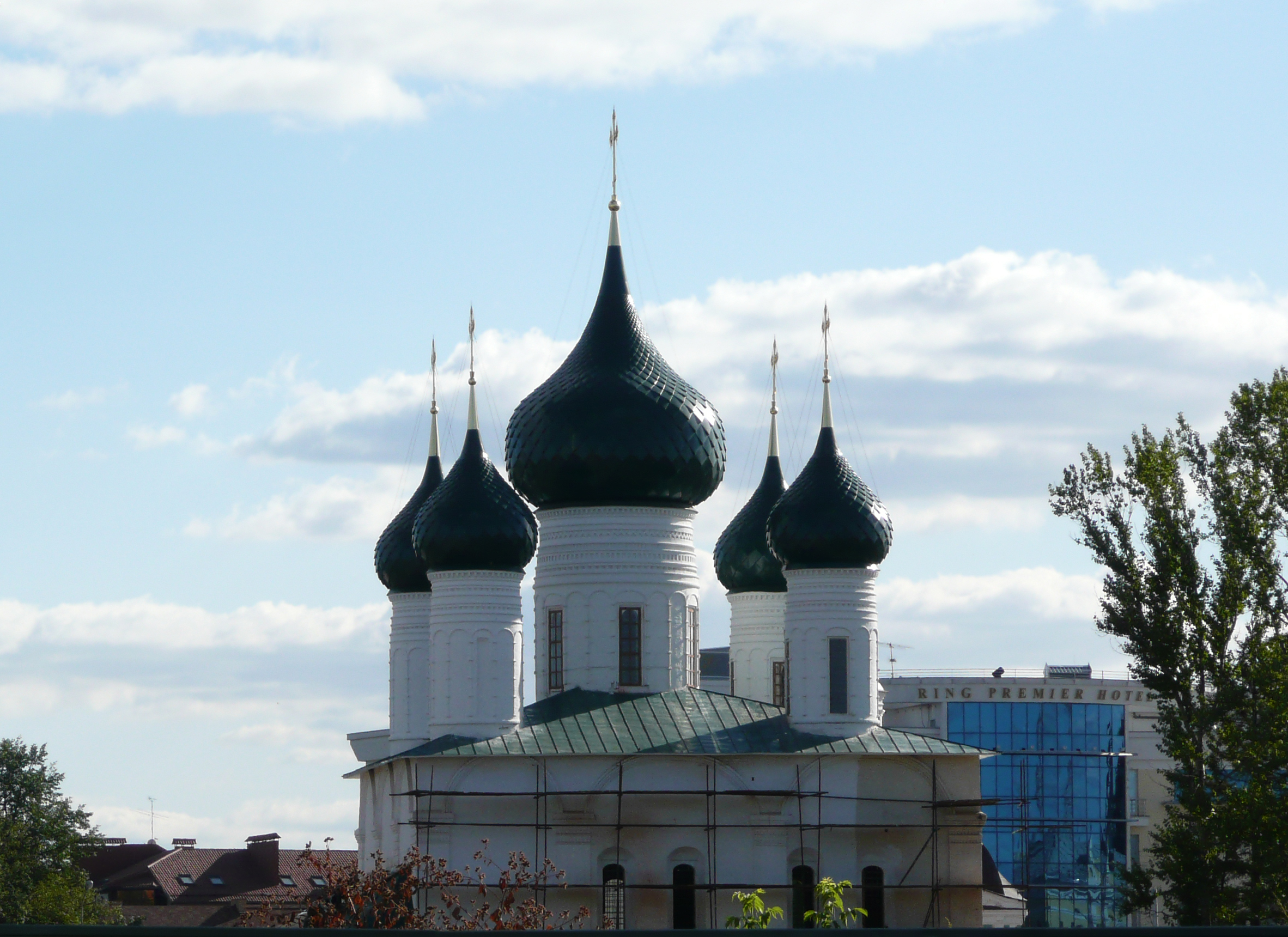
Вознесенская церковь, служившая образцом при строительстве Фёдоровской

Сказание связывает возведение Фёдоровского храма в Толчковской слободе с чудотворным исцелением посадского человека Ивана Плешкова. В 1669 году он «впаде в лютую болезнь расслабления», а исцелился после того, как во сне ему явились двое мужей «во одеянии святительском» и повелели совершить паломничество в Кострому к иконе Феодоровской Богоматери — моленному образу царей новой династии Романовых. Святители предписали Плешкову заказать список с чудотворного образа и соорудить в Николо-Пенском приходе каменный храм в его честь.

По совету костромского протоиерея изготовление списка с Фёдоровской иконы было поручено знаменитому иконописцу Гурию Никитину. Тот взялся за ответственное задание только по наступлении великого поста: «той Гурий пред начинанием того дела воздержася от брашен, исповедася грехов своих, святых тайн причастися и тогда начать того святого дела касатися». По завершении работы икону переправили на лодке в Ярославль, где её прибытия ожидала толпа народа. 

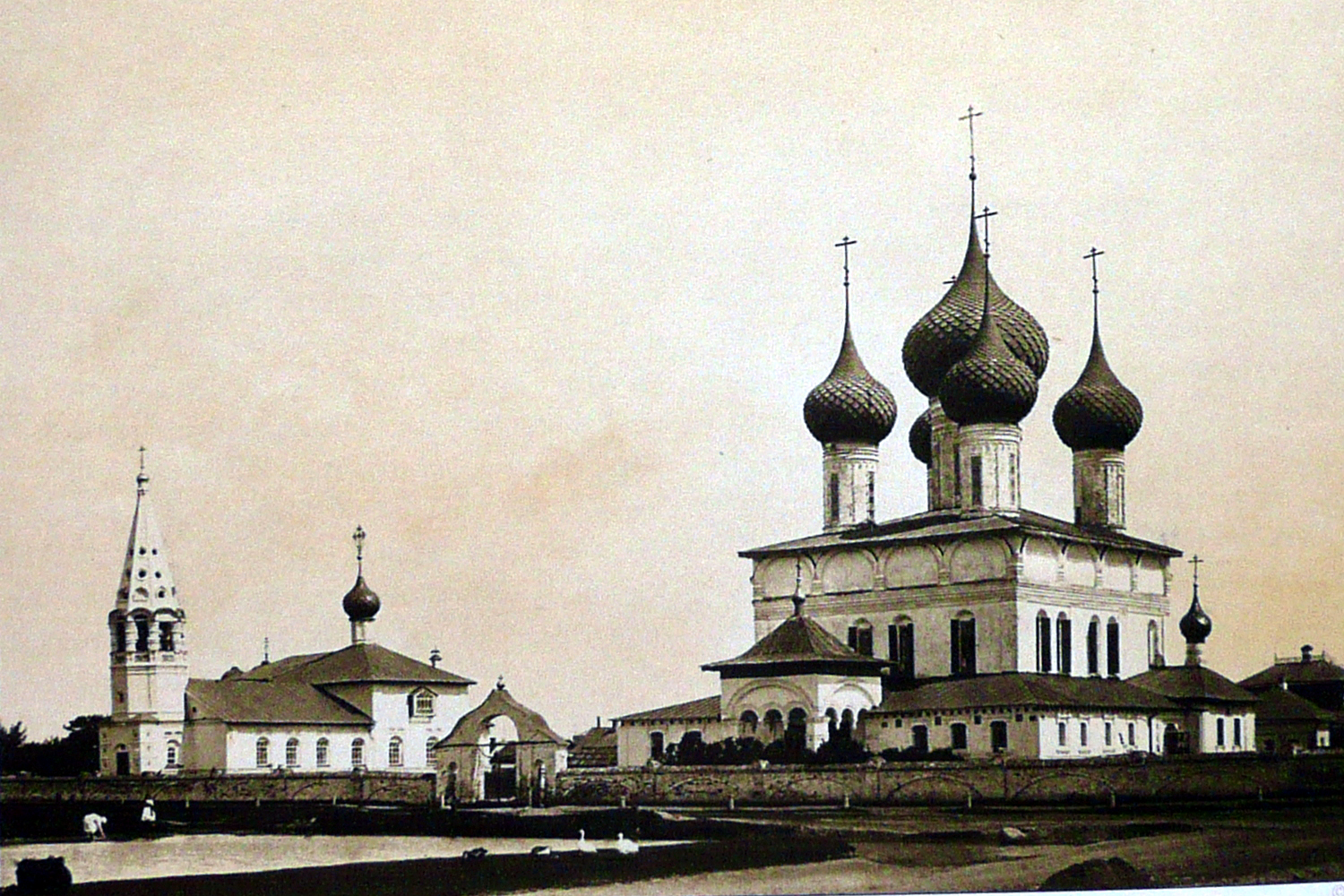
Храмы Фёдоровского прихода в 1880-е годы (фото И. Ф. Барщевского)

Пока образ несли в Николо-Пенскую церковь, произошло первое исцеление: Василий Потапов, «болезнующий с полгодичное время и не могий сам по себе ходити, изнесен бысть на одре пред врату дома своего», где после совершения молитвы смог своим ходом принять участие в процессии. Он пожертвовал на создание храма 20 рублей «и отыде в дом свой, радуясь и славя Бога и Богородицу». А во время строительных работ «носитель кирпича» Иоанн Жернов «небрежением своим со своду паде долу на землю, милосердием же и помощью Пресвятой Богородицы сохранён бысть от смерти».
Участок под строительство предоставил 27 сентября 1683 года Иван Моисеев Денисовский; это было его личное домовладение. В основание церкви храмоздатель Плешков положил найденный им в поле «камень велий». Прихожане хотели выбрать за образец церковь Петра Митрополита, однако Плешков посоветовал строить храм «мерою и подобием» значительно более крупной Вознесенской церкви. После снятия мерок с Вознесенского храма и совершения молебна толчковцы «все рвы покопаша, в них же и сваи дубовые побиша и весь бут каменем постлаша своими руками».
Как то было принято в допетровской Руси, приходская церковь стала результатом коллективного творчества всех жителей Николо-Пенского прихода. Когда был готов фундамент, «подаянием всего прихода жителей» для кладки стен были наняты профессиональные каменщики. Родион Леонтьев Еремин финансировал строительство храма после того, как стены были доведены «до окошек». Митрополит Иона Сысоевич дал храму благословенную грамоту, по которой он и был освящён 24 июля 1687 года, в один год со знаменитым соседом — храмом Иоанна Предтечи в Толчкове.

### Храм в XIX—XX веках

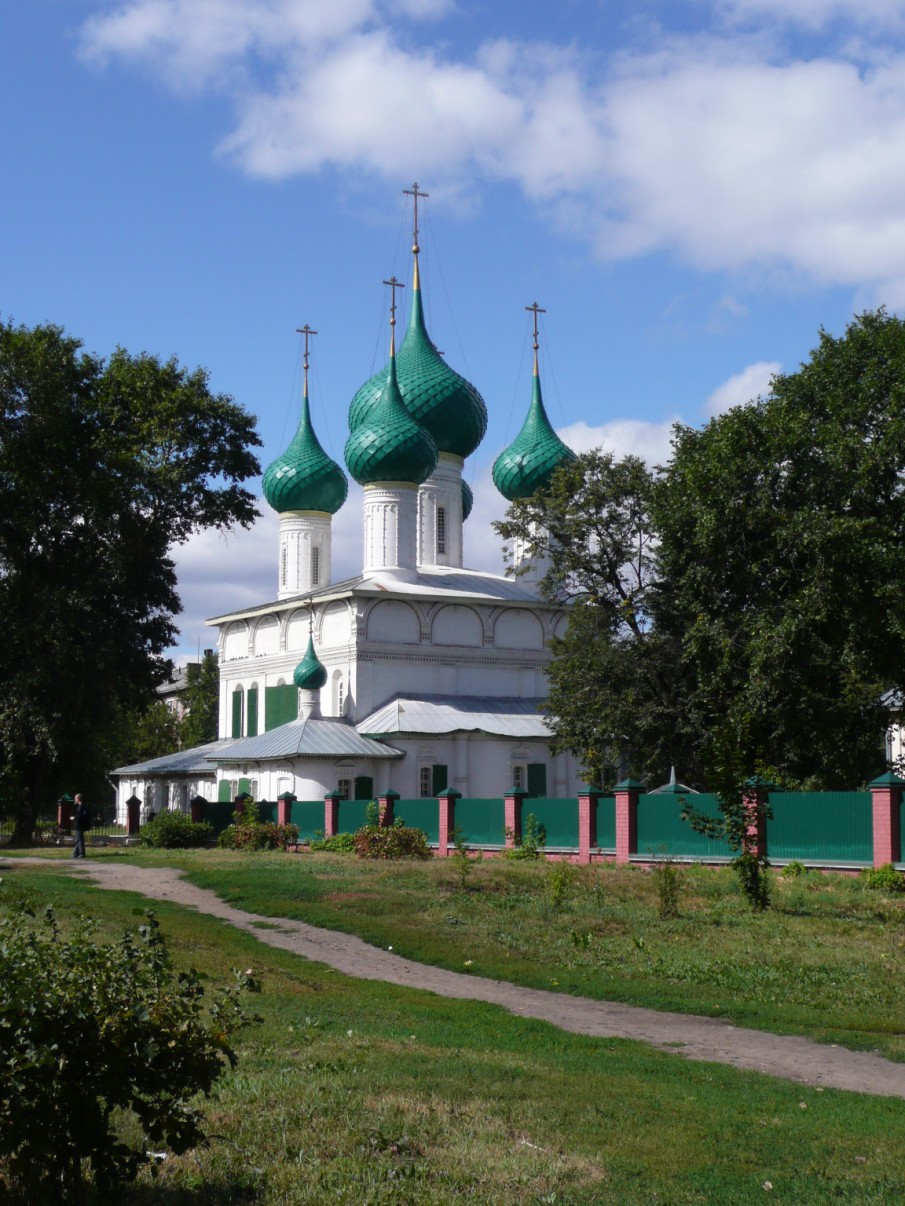
Вид на Фёдоровскую церковь с Большой Фёдоровской улицы, 2010 год

В XIX веке в приходе имелись церковное попечительство и школа. До 1834 года к храму были приписаны батальоны военных кантонистов. С западной стороны от него был вырыт пруд. Переделки, которым подвергался холодный храм, не были значительными. Купец И. Я. Кучумов в 1776 году пристроил южный Тихвинский придел в память об образе, принесённом сюда из Успенского собора.
Н. Н. Свешников в 1884 году, в честь совершеннолетия цесаревича Николая Александровича, соорудил с южной стороны ограды часовню, куда перенесли большую старинную икону Фёдоровской Богоматери, «хорошо видимую через узорчатые железные двери». Вторая часовня была освящена во имя Николая Мирликийского шестью годами позже. Эти часовни не сохранились.
В советское время храм был закрыт, разграблен и приспособлен под жильё, с 1946 по 1986 годы в нём складировали материалы. Николо-Пенская церковь не закрывалась и служила кафедрой ярославских архиереев.
В 1987 году случилось знаменательное по тем временам событие. Обком передал в ведение РПЦ Толгский монастырь и холодную Фёдоровскую церковь. Через 2 года из Ярославского музея-заповедника в собор были перенесены мощи святых благоверных князей Фёдора, Давида и Константина. С 2011 года мощи покоятся в раке в новом Успенском соборе Ярославля, а в Фёдоровской церкви остались лишь частички мощей.
За время, пока Фёдоровская церковь служила кафедральным собором, пострадавшие в советский период стенопись и иконостас реставрировались (хотя и не в полном объёме). На Рождество 1999 года была освящена новая кирпичная церковь-крестильня; напротив её построен городской хоспис.
Обзор храмов Фёдоровского прихода с Толбухинского моста в 2008 году был перекрыт массивным коробкообразным зданием гипермаркета «Карусель».

## Архитектура

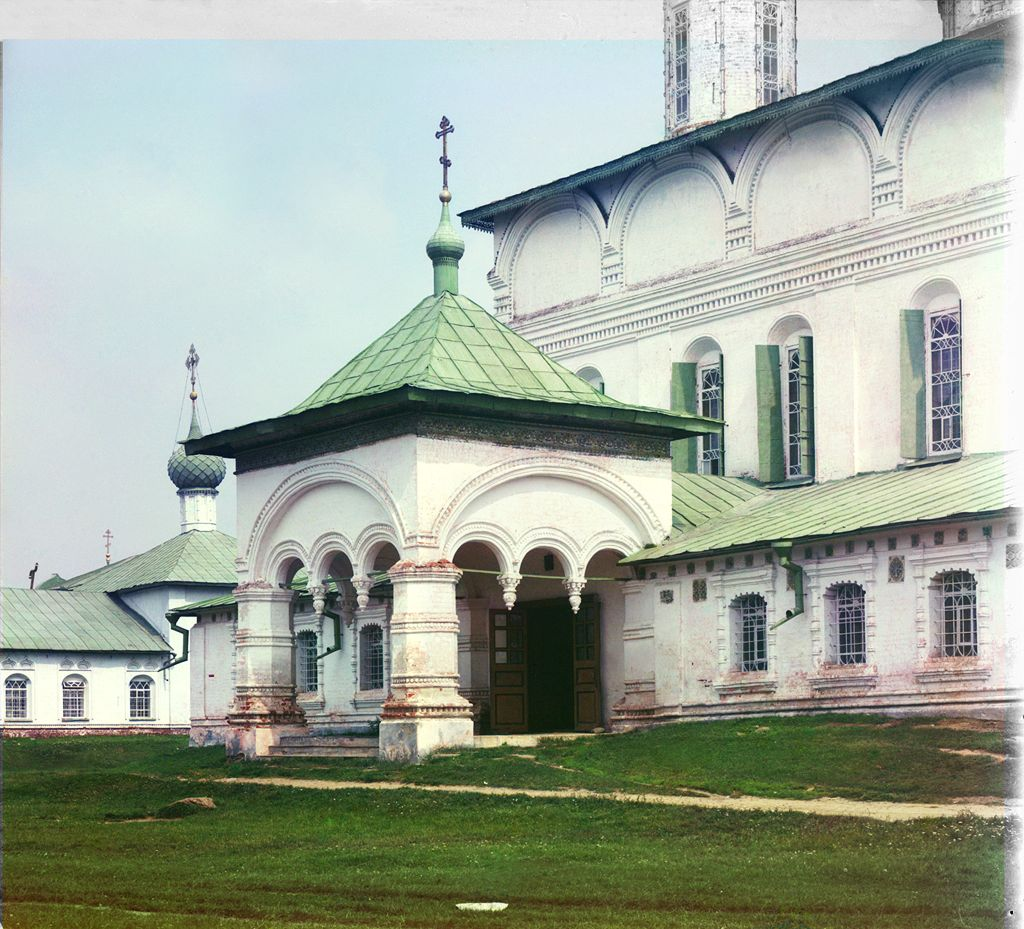
Западное крыльцо на столбах крыто колпаком (фотография С. М. Прокудина-Горского, 1911 год)

Фёдоровская церковь по своим характеристикам типична для зрелого этапа в развитии ярославского храмового зодчества, выделяясь лишь лаконичностью декора (вероятно, следствие того, что строилась она не богатейшими купцами, а всем миром). Крупный по размерам четверик (18 на 24 метра) оформлен весьма скупо: лопатки выявляют снаружи четырёхстолпное строение, арочные окна лишены наличников. Входы первоначально были устроены с трёх сторон (запад, север, юг); их оформляли небольшие крыльца. В начале XVIII века их разобрали, а четверик обстроили низкими крытыми галереями. Высокое западное крыльцо с тройной аркой и изразцовым поясом пристроено в 1736 году.
Архаичный, по-соборному строгий четверик контрастирует с крупным, сочным пятиглавием, которое придаёт всему зданию выразительный, грациозный силуэт. Высота щедро декорированных барабанов и пучинистых луковичных глав (22 метра) более чем в 1,5 раза превышает высоту основного куба (14 метров). Общая высота церкви (до креста центральной главы) — 36 метров, ровно в два раза больше ширины четверика. Поскольку храм был покрыт сразу на четыре ската, закомары здесь чисто декоративные; они не соответствуют пилястрам и опираются на «нарядный, сложнопрофилированный пояс, мастерски выполненный за счёт выпуска 12 рядов кирпича». По пропорциям это один из самых гармоничных ярославских храмов.

## Внутреннее убранство

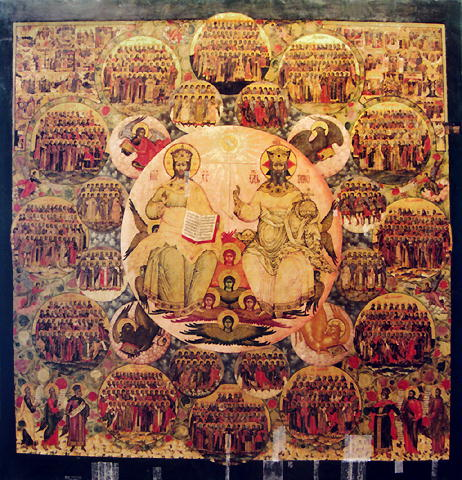
Дидактическая икона с 12 минеями запечатлела неканоническое представление о мироустройстве: не земля окружена небом, а наоборот, от небес во все стороны лежит земля. При этом Троица — центр мироздания, Ей подчинены силы небесные, святые и православные народы.

До освящения храма прихожане-строители наполнили его иконостас образами, из них 67 были привезены из Толгского монастыря и обошлись им в 70 рублей. Для икон Фёдоровской церкви свойствен усложнённый космический и календарный символизм. Гигантская по тем временам сумма в 100 рублей ушла на создание «образа Отечества, окрест же его девять чинов ангельских и всех святых, в дванадесятых месяцех расположенных» (ныне в Ярославском музее-заповеднике). Справа от царских врат горожане поставили, «всеми входящими видим и поклоняем», образ Спаса, заказанный в Костроме Гурию Никитину. Драгоценная цата для образа была изготовлена иждивением Дмитрия Еремина, брата храмоздателя Родиона. Иконы же Троицы и Николы Чудотворца написал ярославец — Иларион Севастьянов, «прозванием Башка».

Ныне существующий иконостас прихожане заказали в 1705 году: столпы и царские врата вырезали Василий Комар и другие крестьяне пригородного села Михайловского, а киоты к иконам — ярославец Степан Ворона «с товарищи». Главными жертвователями оставались купцы Еремины. Родион Еремин, избранный старостой, пожертвовал в храм серебряный ковш для водосвящения (подарок царей Ивана и Петра Алексеевичей от 25 января 1686 года), его братья с жёнами — шитые покровы и плащаницу, их родственник Иван (в 1697 году) вложил в храм Евангелие в серебряном окладе. Тогда же прихожане заказали колокола и (за 60 рублей) часы — Никифору Яковлеву из Романовской волости. 

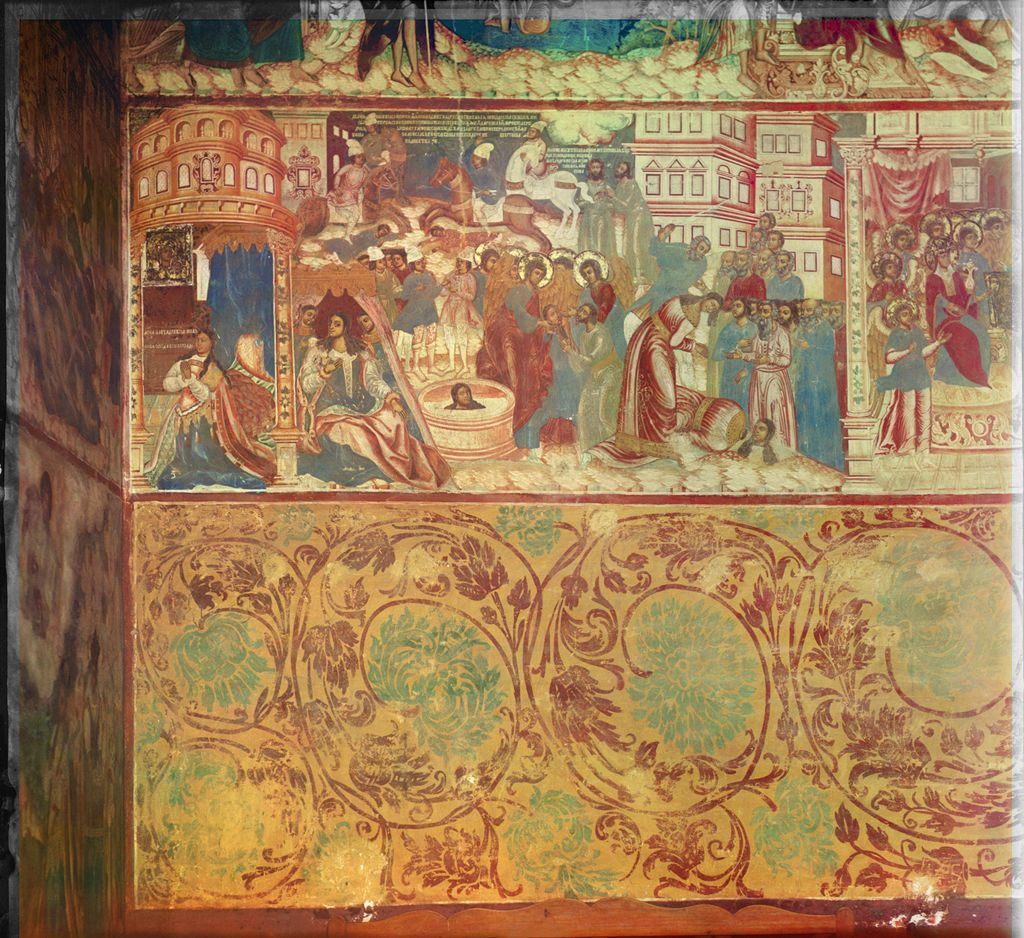
Фрагмент храмовой росписи (из коллекции достопримечательностей Российской империи)

Пожертвованный Ерёминым ковш описан в известной книге И. Г. Прыжова «История кабаков в России» (1868): «В Ярославле в приходской церкви Фёдоровской Божией Матери хранится ковш, пожалованный в 1686 году ярославскому посадскому человеку Ерёмину от государей Ивана и Петра Алексеевичей за прибыльные деньги по кружечному двору. На дне ковша высечен двуглавый орёл, на отгубе ручки вырезан пеликан, терзающий грудь свою и кормящий детей».
Святые врата прихода были сооружены на средства Иосифа Еремина в 1714 году. Тем же годом датируется каменная богадельня, «а в ней мужеска полу 16 человек, женска полу 39» (данные Переписной книги Толчковской сотни 1717 года). В 1715 г. Иоанн Еремин внёс в храм тысячу рублей на поминовение своей души. На эти деньги прихожане «нарядиша града Ярославля посадских людей иконописцев Фёдора Игнатьева да Фёдора Фёдорова с товарищи церковь Пресвятой Богородицы Фёдоровской стенным письмом подписати». Эти фрески уцелели до нашего времени. Стенописные работы были завершены 28 июня 1716 года.
В храмовой повести также подробно изложено «Сказание о окрадении церкви Пресвятой Богородицы Фёдоровской» суздальцем Георгием Фёдоровым в 1707 году, рассказано о паломничестве местного кожевенника Матвея Нечаева в Иерусалим к храму Гроба Господня и о других событиях приходской и городской жизни. Имеются также данные о возведении младшим поколением Ереминых «над гробы родителей» в 1709 году с благословения Димитрия Ростовского каменного храма Льва Катанского.

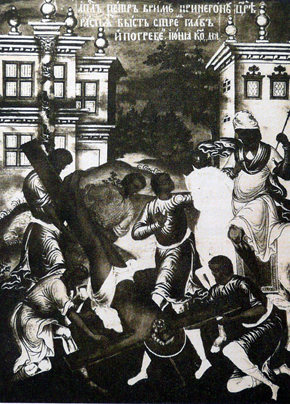
Фреска «Распятие св. Петра», начало XX в.
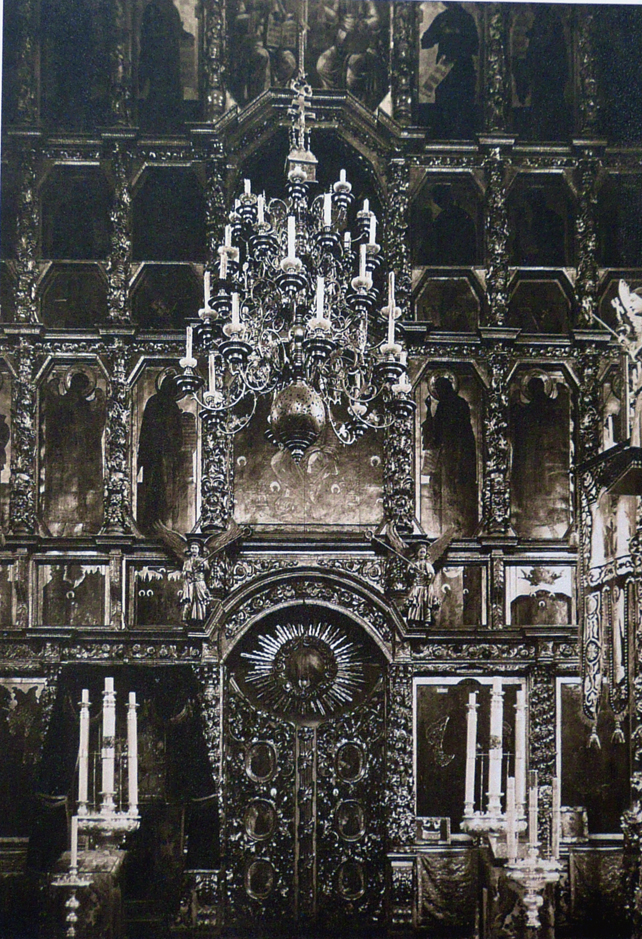
Иконостас, начало XX в.
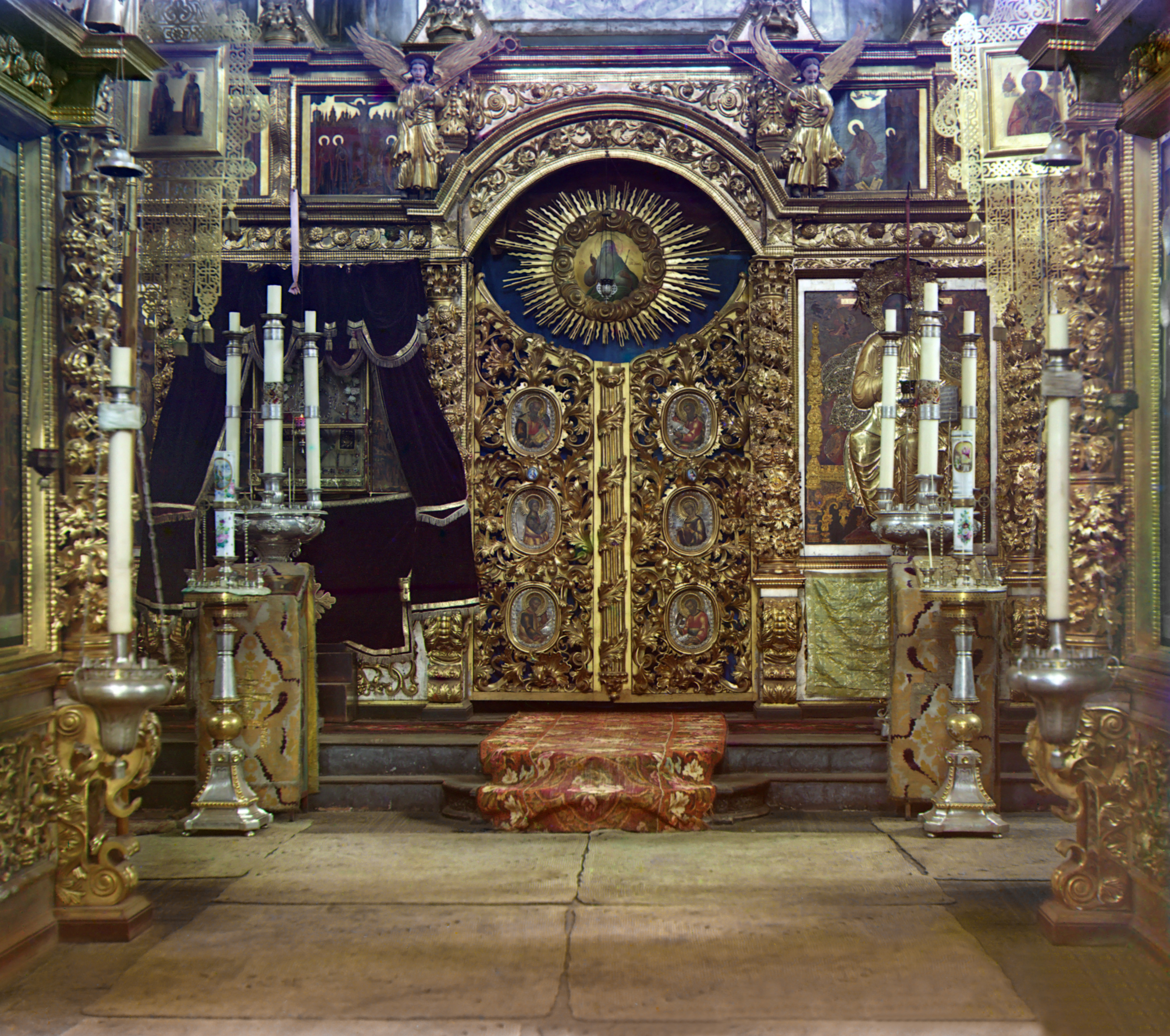
Царские врата на фото С. М. Прокудина-Горского, 1911 год
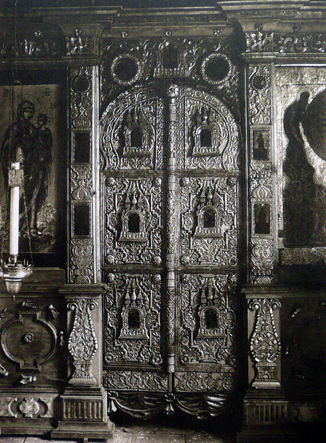
Царские врата придела, начало XX в.
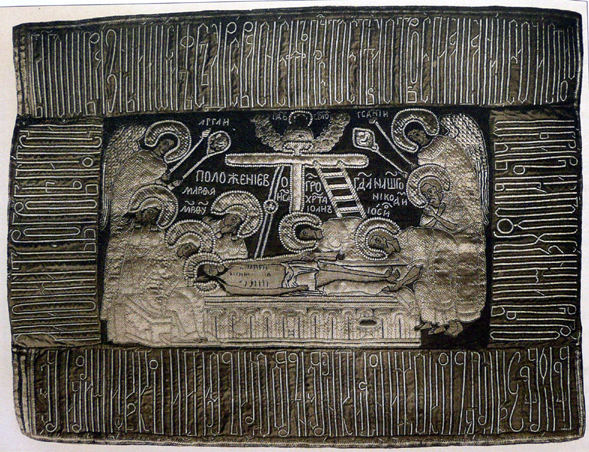
Древняя плащаница, начало XX в.

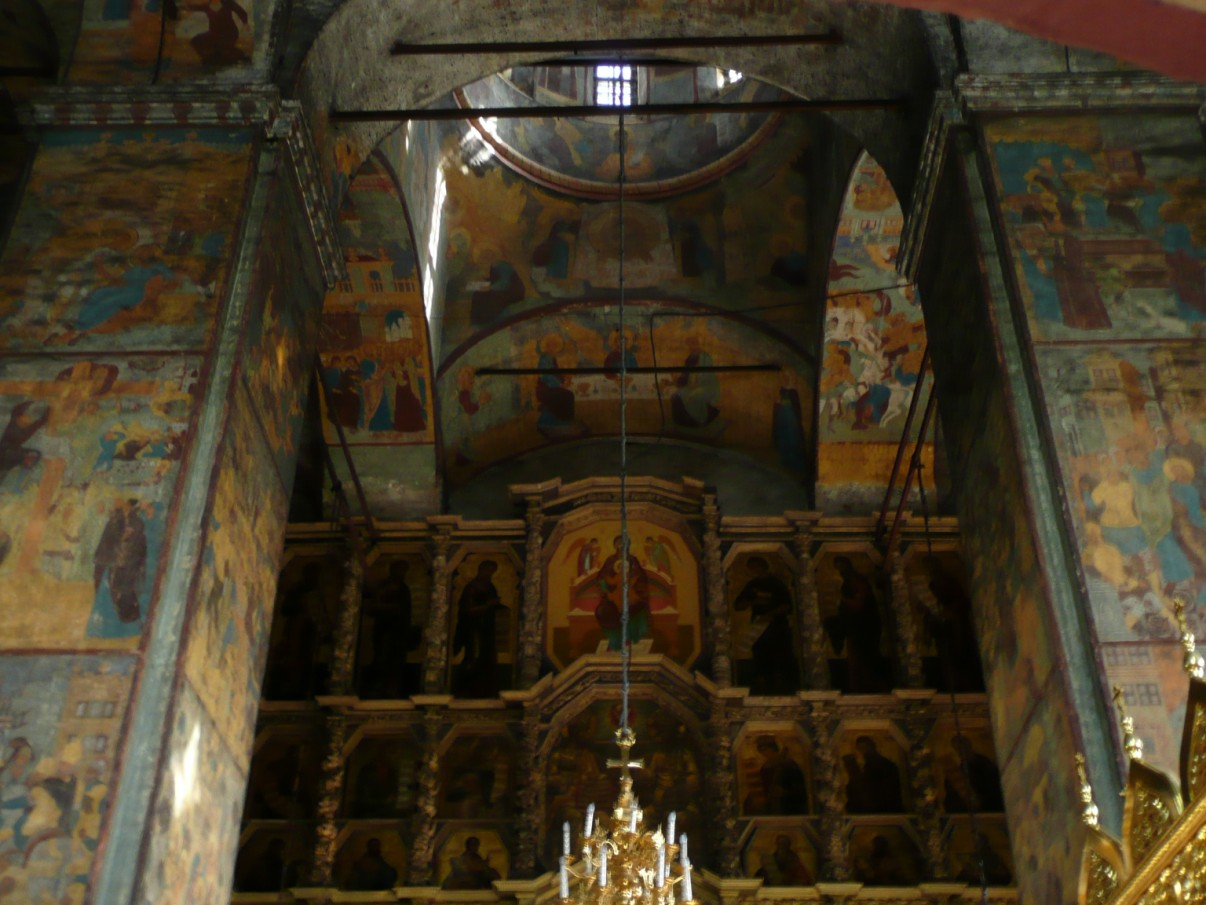
Интерьер, 2010 год
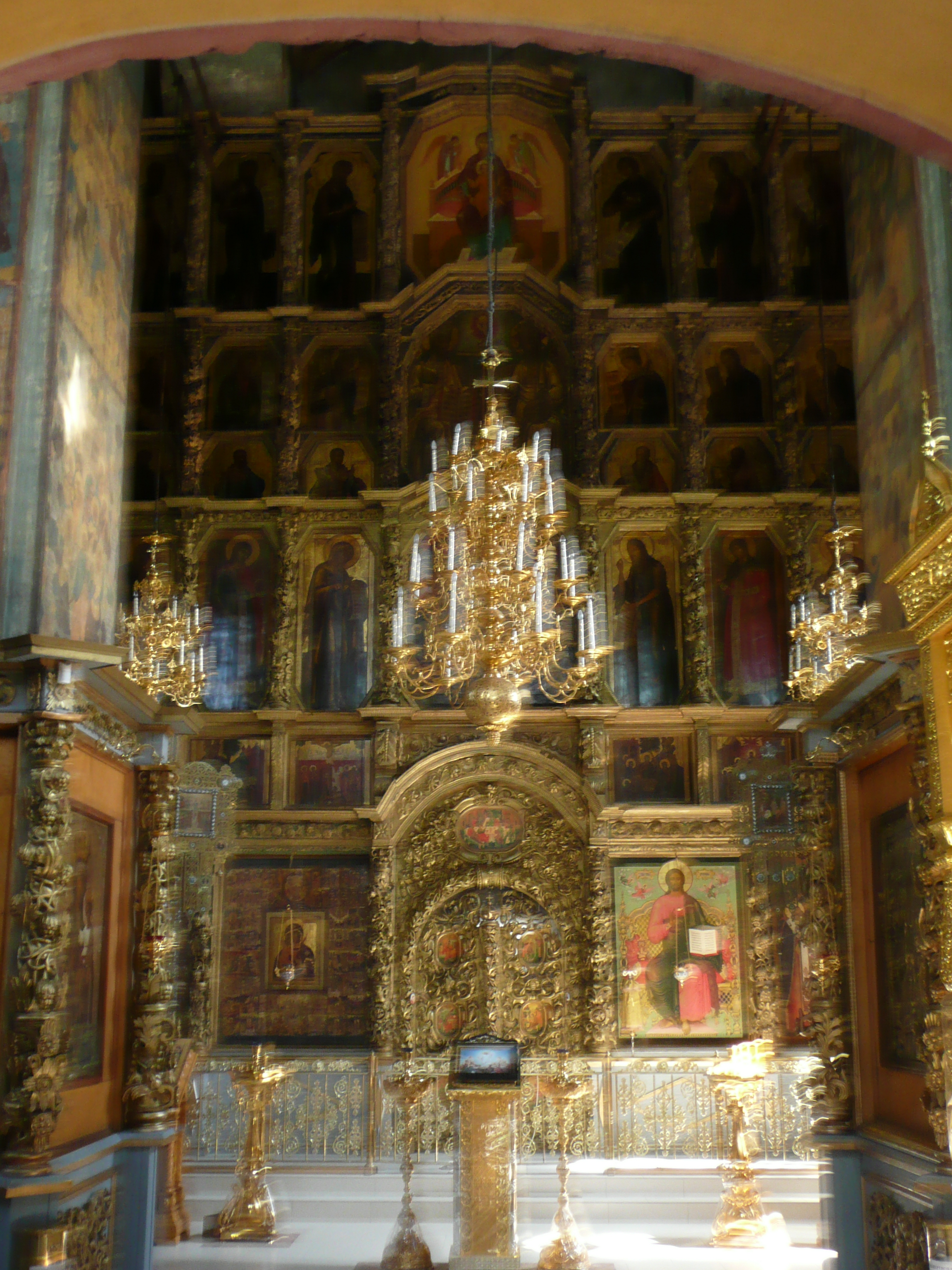
Иконостас, 2010 год
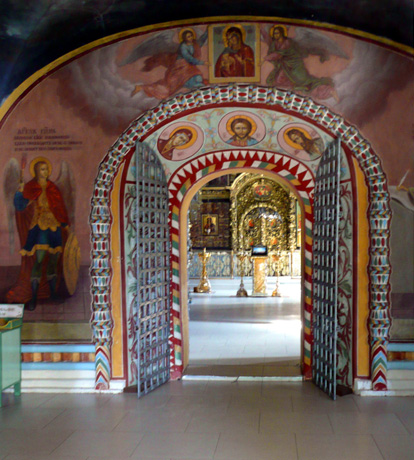
Резной портал, 2010 год
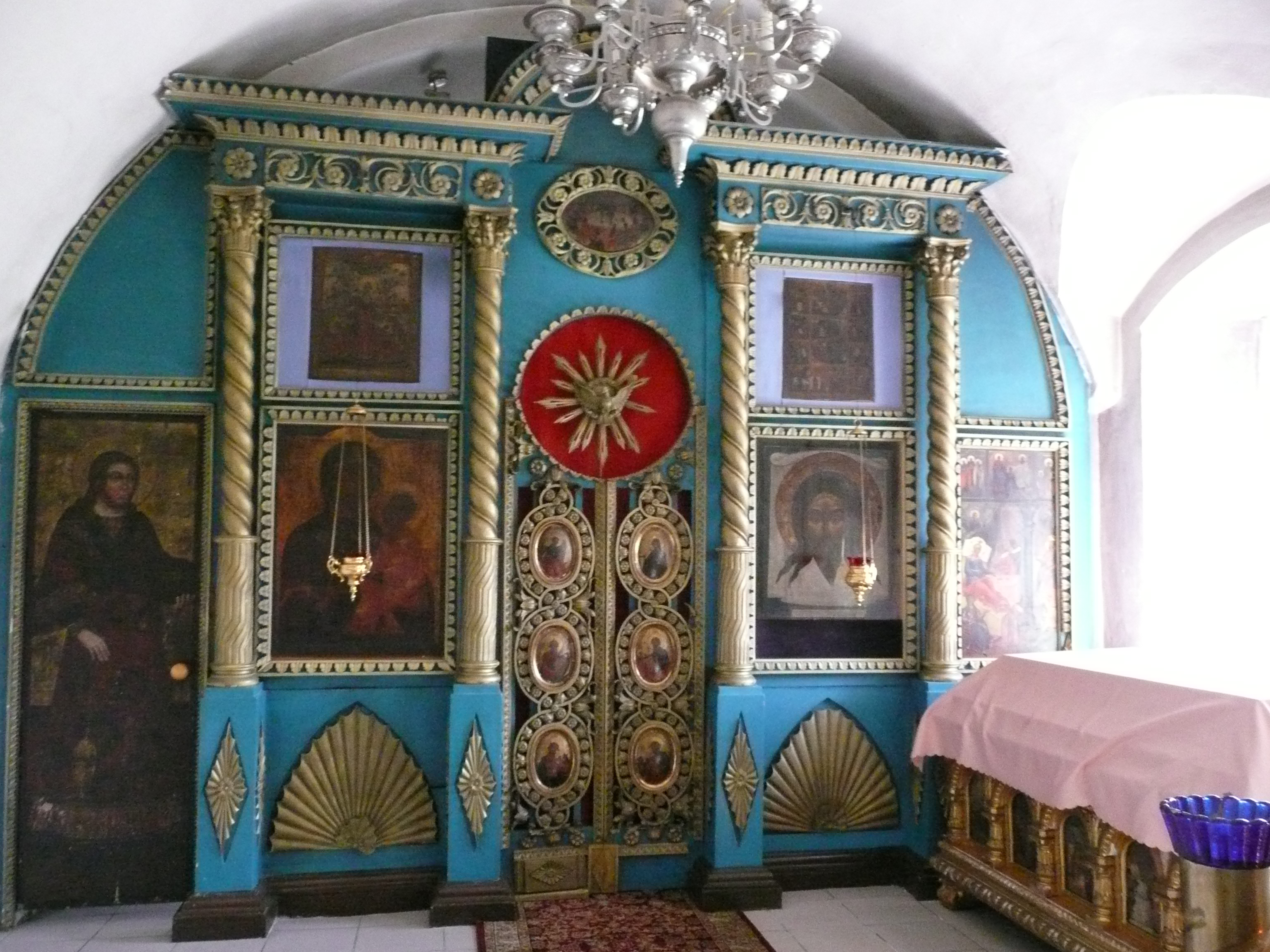
Интерьер придела, 2010 год
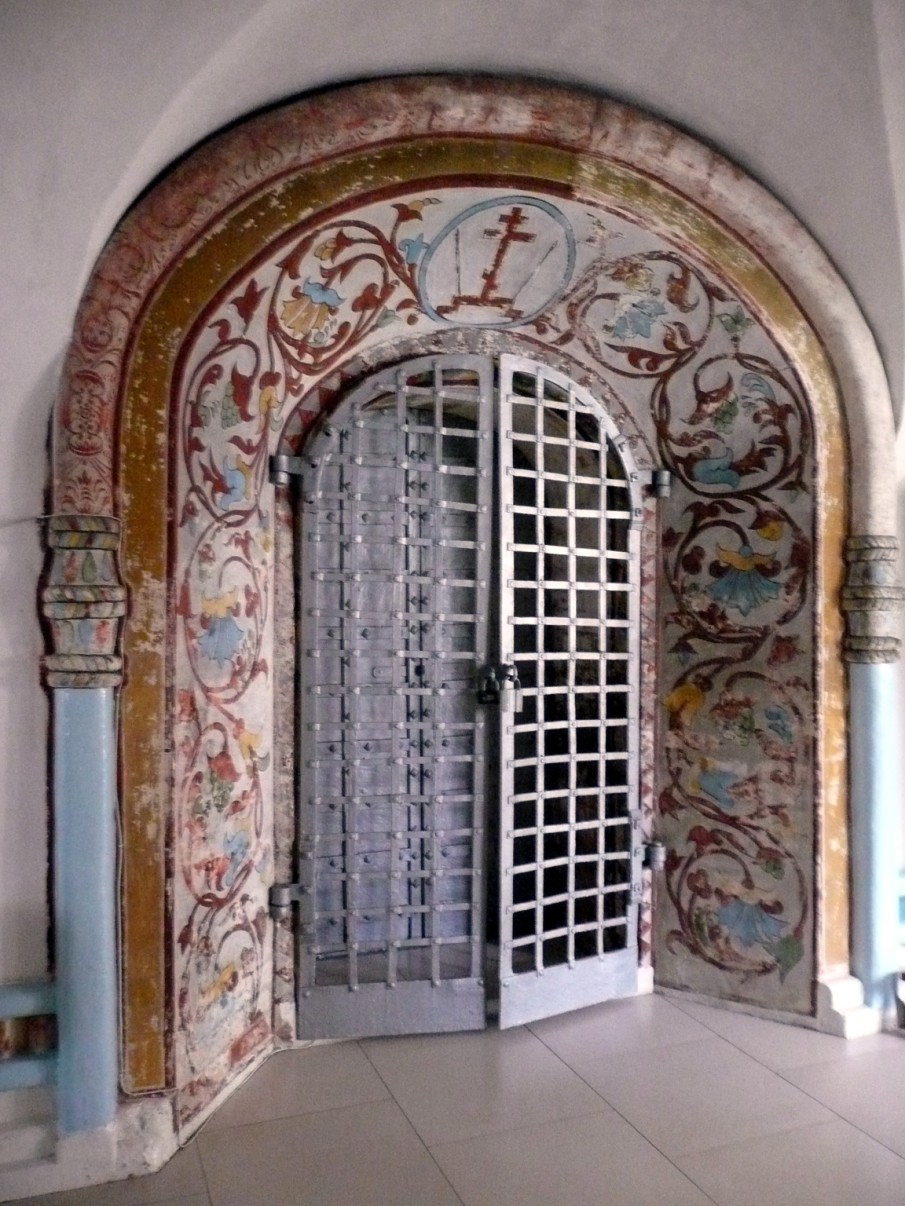
Дверь придела, 2010 год